# .wf

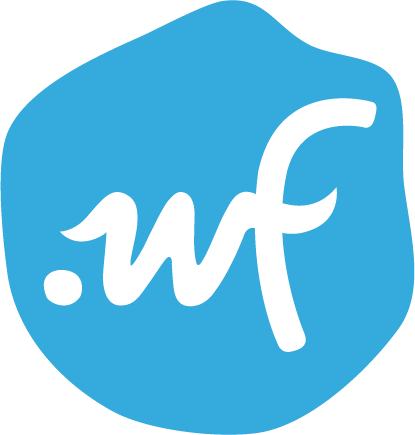

.wf는 왈리스 푸투나의 인터넷 국가 코드 최상위 도메인이다. 최상위 도메인은 현재 AFNIC에 의해 운영되지만 등록 서비스는 현재 일시 중단되어 있다.

## 같이 보기
- ISO 3166-2:WF
- .fr
- .eu